# S-tog

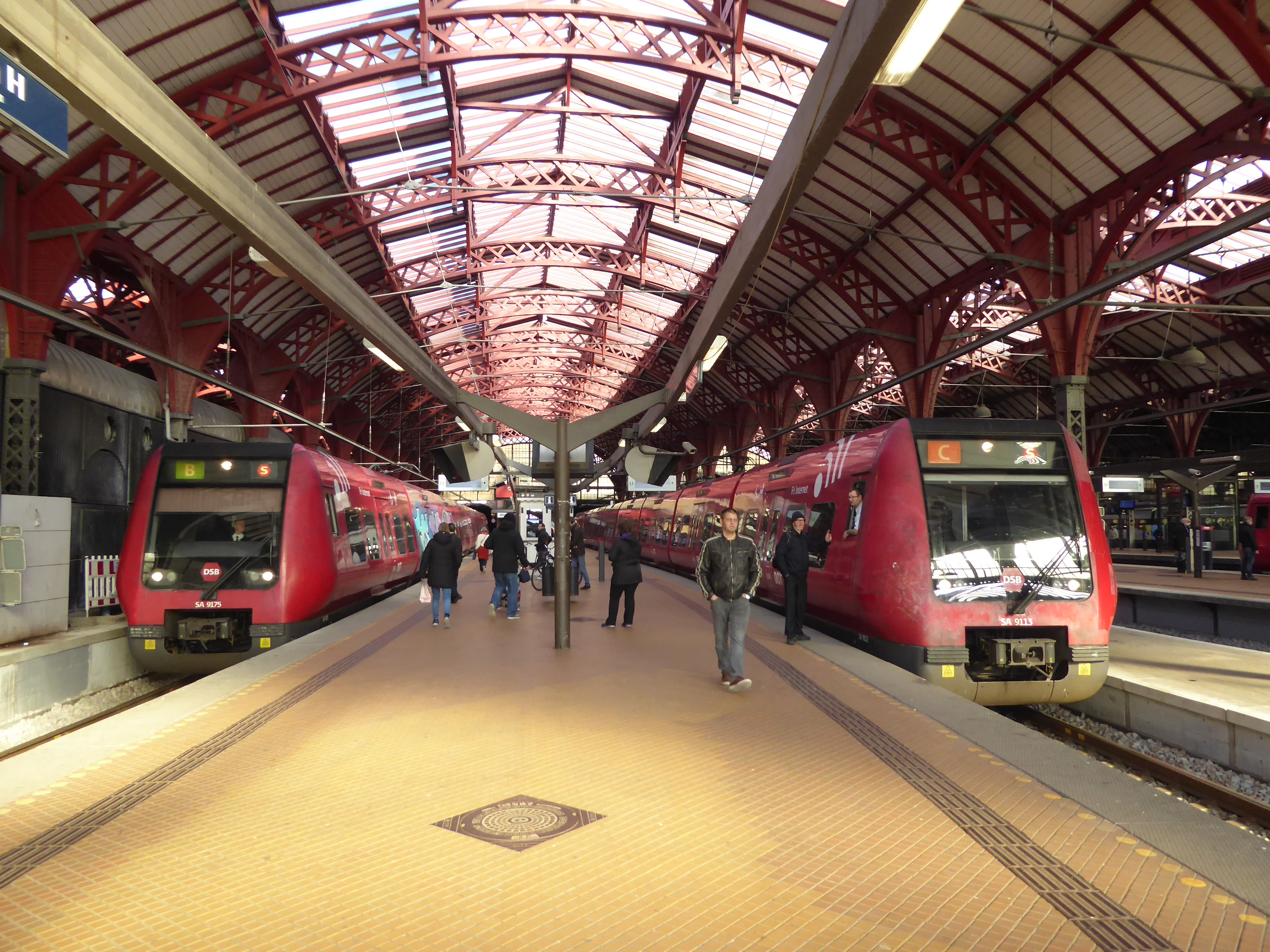
Dos trens de l'S-tog a l'estació central de Copenhagen

L'S-tog és el sistema de tren suburbà de l'àrea metropolitana de Copenhaguen, a Dinamarca. La xarxa està formada per sis línies radials i una de semicircular, que cobreixen tota l'àrea metropolitana, amb l'excepció d'Amager, que està servida pel metro. Totes les línies d'S-tog estan electrificades i tots els trens són elèctrics. Hi ha 86 estacions, 32 de les quals estan situades a les zones tarifàries centrals (zones 1 i 2).
Els dies feiners, totes les estacions estan servides per un tren cada 10 minuts com a mínim fins al vespre. Hi ha 6 serveis o línies principals i una altra de reforç en hora punta. Els caps de setmana i els dies que hi ha servei nocturn, l'esquema de serveis és lleugerament diferent.
Exceptuant la línia F, totes les línies tenen un tram comú pel centre de Copenhaguen, que fa que es creï un corredor amb sortides cada dos minuts. La freqüència en caps de setmana i festius sol ser la meitat que en dies feiners.
La primera línia es va obrir el 1934 i connectava Klampenborg i Frederiksberg passant per l'estació central de Copenhagen i Vanløse. La xarxa es va anar desenvolupant segons el Projecte dels Dits (en danès: Fingerplanen), a mode de construir noves línies o arranjant línies existents.
Avui en dia unes 357.000 persones utilitzen l'S-tog diàriament, que és operat pels Ferrocarrils Estatals Danesos (DSB). Complementen la xarxa de transport públic de la regió metropolitana de Copenhagen juntament amb els trens regionals de la DSB, de l'Øresund i de Lokalbanen, la xarxa d'autobusos, el metro i el servei de vaixells públics del port.
Des del 2009 hi ha Wi-Fi als trens de l'S-tog.

## Xarxa

### Línies ferroviàries
La xarxa consisteix en una secció central, una línia semi-circular i sis línies radials.
- Boulevardbanen: tram central de la xarxa. Passa pel centre de Copenhagen entre Dybbølsbro i Hellerup.
- Ringbanen: línia semi-circular que fa circumval·lació al centre de Copenhagen, des de Ny Ellebjerg a Hellerup, passant per Flintholm i Nørrebro.

Del nord del Boulevardbanen en surten tres línies radials:
- Farumbanen: de Copenhaguen a Farum.
- Nordbanen: de Copenhaguen a Holte i Hillerød.
- Klampenborgbanen: de Copenhaguen a Klampenborg.

Del sud del Boulevardbanen en surten tres línies radials:
- Køge Bugt-banen de Copenhaguen a Hundige, Solrød Strand i Køge.
- Vestbanen (the west line) de Copenhaguen a Høje Taastrup.
- Frederikssundbanen de Copenhaguen a Ballerup i Frederikssund.

### Serveis

Esquema de serveis

Des del desembre de 2015 hi ha 7 línies, assignades amb una lletra. La majoria d'aquestes línies circula de les 5 del matí a la una de la matinada, amb un tren cada 10 minuts durant el dia i cada 20 a la matinada i al vespre. Hi ha tres excepcions a aquesta norma: la línia F circula amb un interval de 5 minuts durant el dia i de 10 minuts en hores vall, la línia Bx només circula en hora punta i la línia H circula cada 20 minuts. En algunes línies, els trens són semidirectes.
Els caps de setmana i els vespres hi ha una simplificació dels serveis: algunes línies deixen de circular, l'interval entre trens és més elevat i se suprimeixen els trens semidirectes.
| Línia | Recorregut en dies feiners             | Servei en dies feiners                                      | Recorregut en vespres i caps de setmana |
| ----- | -------------------------------------- | ----------------------------------------------------------- | --------------------------------------- |
|       | Solrød Strand / Hundige – Hillerød     | Servei semidirecte al Nordbanen                             | Køge – Hillerød                         |
|       | Høje Taastrup – Farum                  | Para a totes les estacions                                  | Høje Taastrup – Farum                   |
|       | Høje Taastrup – Farum                  | Circula en hores punta, amb servei semidirecte al Vestbanen | No circula (substituït per la línia B)  |
|       | Frederikssund / Ballerup – Klampenborg | Para a totes les estacions                                  | Frederikssund – Klampenborg             |
|       | Køge – Holte                           | Servei semidirecte al Køge Bugt-banen                       | No circula (substituït per la línia A)  |
|       | Ny Ellebjerg – Hellerup                | Para a totes les estacions                                  | Ny Ellebjerg – Hellerup                 |
|       | Frederikssund – Østerport              | Semidirecte al Frederikssundbanen                           | No circula (substituït per la línia C)  |

Fins al 2007, cada línia circulava sota un estricte horari amb freqüències de 20 minuts. Segons el servei, se li assignava un sufix a cada línia. Per exemple: les línies acabades amb el símbol + feien el mateix recorregut però les sortides es realitzaven amb un desajust de 10 minuts per garantir freqüències de 10 minuts. Les línies acabades amb x eren línies de reforç amb hora punta.

## Característiques tècniques
Els trens circulen en línies ferroviaries de via doble (excepte per un curt tram de via única prop de l'estació de Farum), d'ample internacional (1.435 mm), electrificades a –1.500 o –1.650 V en corrent continu, per catenària. Les vies de l'S-tog són utilitzades exclusivament per trens S-tog (no comparteixen via amb la resta de trens de la DSB).
El sistema de senyalització utilitzat s'anomena HKT. Està basat amb un sistema de bloqueig amb cantons fixos, amb senyalització a la cabina del tren retransmesa per bucles d'inducció situats entre els carrils. La informació es transmet assignant una freqüència a una velocitat. Si un tren entra en un cantó amb una velocitat més baixa que la retransmesa, aquest redueix la velocitat fins que coincideix. D'aquesta manera es permet que els cantons siguin més curts que la distància de frenada, però aquest sistema només funciona quan tots els trens que hi circulen tenen les mateixes característiques.
Els senyals semafòrics que hi ha serveixen de suport en cas de fallada del sistema HKT o en cas que es produís una incidència a l'horari.

## Material mòbil
Al llarg de la història hi ha hagut quatre sèries diferents de material mòbil. Des del 2007 només estan en servei els trens de la quarta generació.

### Primera generació (1934–1978)

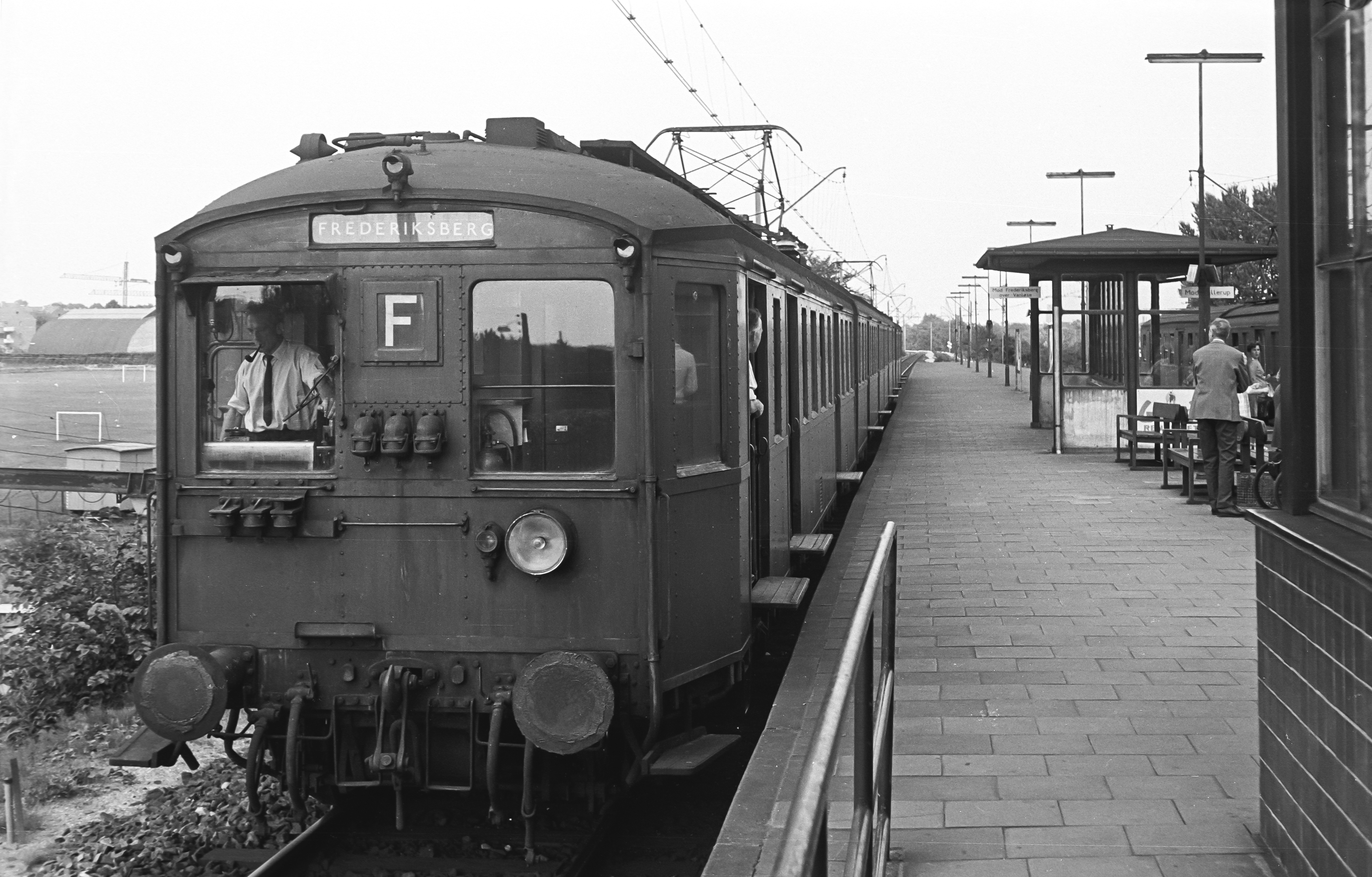
Tren de la primera generació, any 1969

Els trens de la primera generació (sèrie DSB MM-FM-MM) van entrar en servei l'any 1934 quan es va electrificar la primera línia de ferrocarril a Dinamarca (excloent els tramvies urbans). Consistien en unitats múltiples formades per 3 cotxes (2 motors i un remolc). Van ser construïts fins al 1962. Frichs A/S va subministrar els components elèctrics i Scandia va fabricar les caixes i els components no-elèctrics. El 1978 es van retirar del servei. Una de les unitats es va continuar utilitzant com a tren històric fins al 2003. Van estar en funcionament durant 44 anys.

### Segona generació (1967–2007)

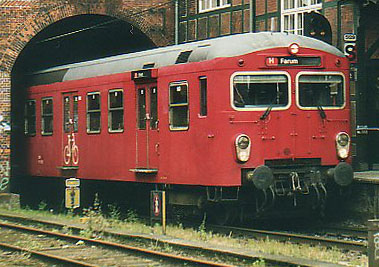
Tren de la segona generació, l'any 2001

Els trens de la segona generació (sèrie DSB MM-FU-MU-FS) van ser construïts entre 1967 i 1978 per Frichs A/S (cotxes motors) i Scandia (cotxes remolcs). Van ser els primers en adoptar el color vermell com a color comercial de l'S-tog.
Hi va haver tres tipus de formacions diferents:
- Composicions de 2 cotxes amb primera i segona classe
- Composicions de 2 cotxes amb segona classe
- Composicions de 4 cotxes amb furgons.

L'últim comboi d'aquesta sèrie va ser retirat el 7 de gener de 2007. La majoria d'unitats van ser desballestades, tot i que s'han preservat algunes unitats per ús museístic. El 3 de febrer de 2007 es va celebrar una cerimònia de comiat. Està previst que un dels combois sigui restaurat per l'associació d'amics del ferrocarril danesa, actuals propietaris de la unitat.

### Tercera generació (1986–2006)

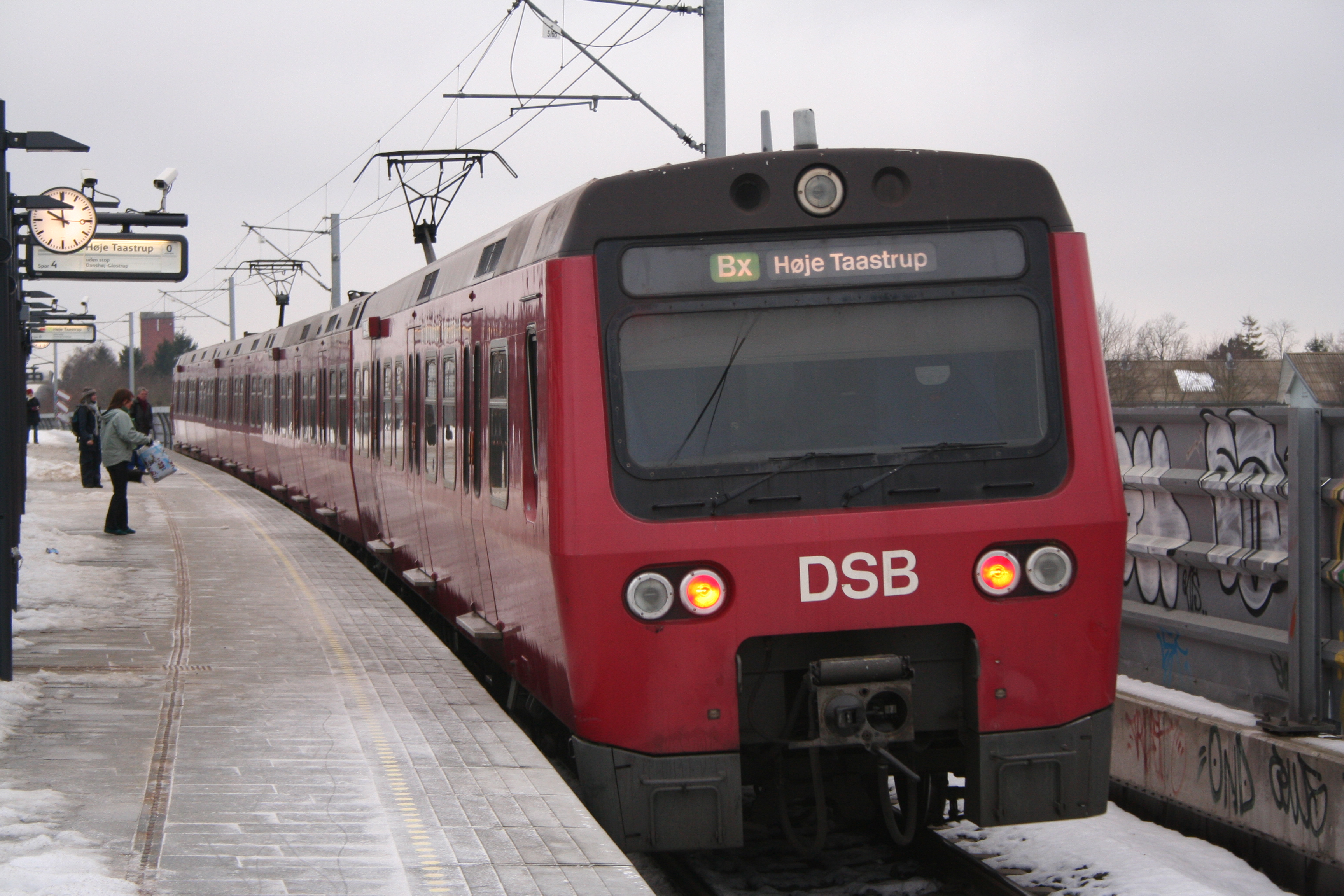
Tren de la tercera generació, l'any 2006

Els trens de la tercera generació (classe DSB FC-MC-MC-FC) van ser construïts per l'empresa sueca ASEA entre 1985 i 1986. Tot i haver millorat alguns elements respecte les altres sèries, aquests trens van tenir una fiabilitat molt menor.
Es van construir 12 unitats de quatre cotxes (en total, 48 cotxes). El projecte original era fabricar 32 unitats més, però mai no es van arribar a construir. Van entrar en servei a la línia B (Vestbane i Nordbane). El 1995 es van desballestar 4 unitats. La resta de combois es van remodelar i es van destinar a la línia del Ringbane (línia F). Van estar en servei fins que es va produir un accident on un nen va quedar atrapat entre les portes, cosa que va obligar la seva retirada el juny de 2006. La DSB va intentar vendre aquests trens sense cap mena d'èxit i finalment van ser desballestats.

### Quarta generació (des del 1996)

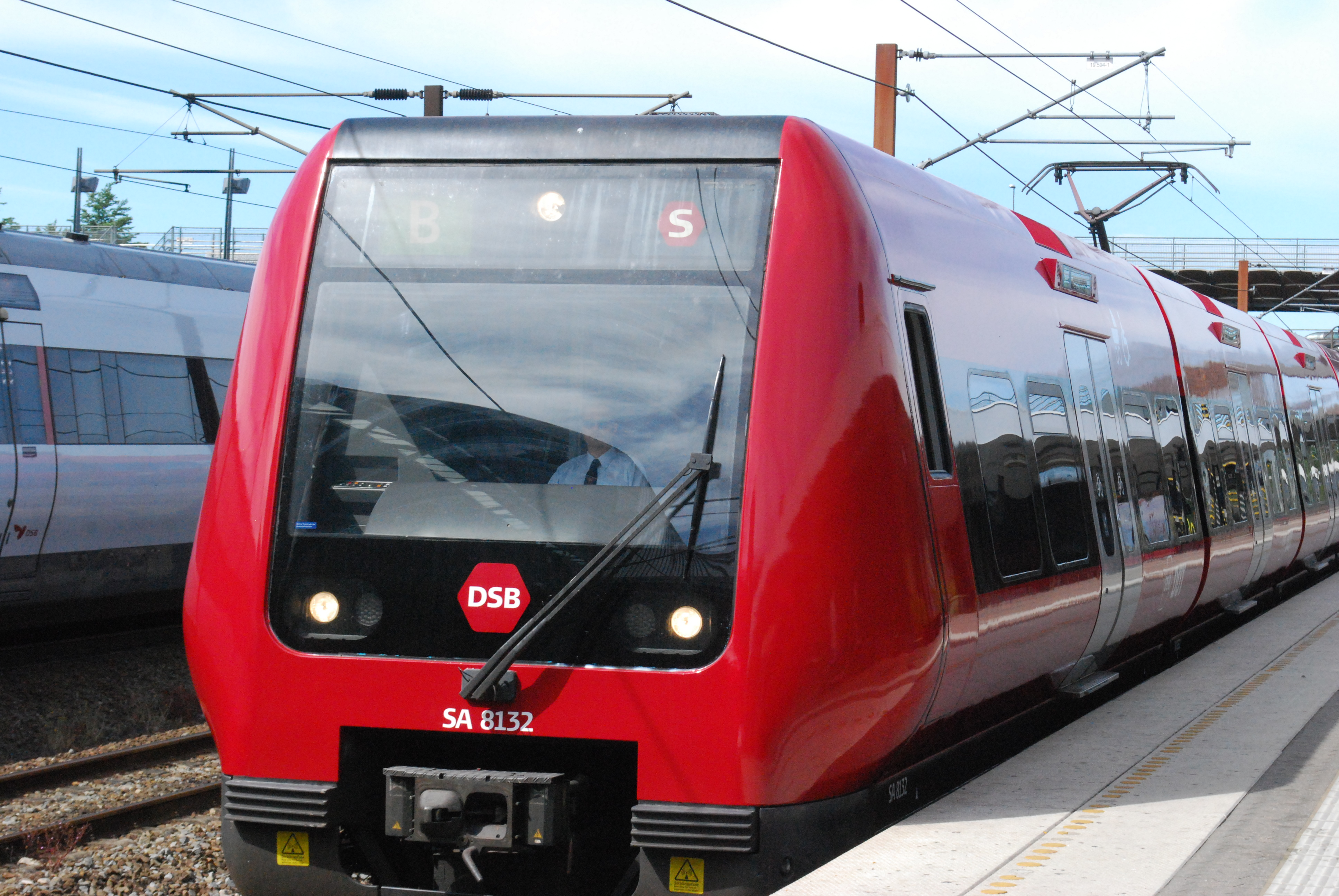
Tren de la quarta generació

Els trens de la quarta generació (classe DSB SA-SB-SC-SD-SD-SC-SB-SA, també coneguts com a Litra SA) van començar a entrar en servei el 1996. El seu exterior és arrodonit. Les unitats estan formades per vuit cotxes, amb una sola porta per cotxe i costat. Van ser fabricats per Alstom-LHB i Siemens AG.
Els cotxes són més curts que els d'un tren convencional. Cada cotxe té un eix a cada extrem, que és compartit amb el cotxe contigu. Tenen un enganxall Scharfenberg a cada extrem, ja que en hora punta és habitual que els trens circulin en composició doble, oferint una longitud total de 168 metres. Tenen un sistema de càmeres de videovigilància. Van ser la primera generació de trens en incorporar aire condicionat i un sistema de recuperació de l'energia en la frenada. Actualment hi ha 105 unitats de 8 cotxes.
Un accident va obligar a desballestar una unitat i a causa de la manca de trens, es va encarregar una comanda de 31 trens de quatre cotxes (classe DSB SE-SH, també coneguts com a Litra SE). Aquests només poden circular fora de períodes d'hores punta.
La velocitat màxima d'aquests trens és de 120 km/h, tot i que en la major part de la xarxa, la limitació de velocitat és inferior a aquesta.

## Origen del nom
S-tog significa "S-tren" en català. La lletra S no fa referència a cap paraula en particular, a diferència dels sistemes d'S-Bahn en països de parla alemanya, que és l'abreviació de Stadtschnellbahn (tren ràpid metropolità).
A Copenhaguen, el nom s'origina als senyals hexagonals il·luminats amb una S, que eren presents a totes les estacions de tren abans de la inauguració de l'S-tog el 1934, possiblement per inspiració de les estacions d'S-Bahn a Berlín o Hamburg. Però en aquest cas la S significava estació (en danès: Station), per ajudar a ser localitzada des de lluny o en mapes.
A l'hivern de 1934, el diari Politiken va proposar als seus lectors que fessin propostes per escollir un nom per la xarxa. Va guanyar la proposta "S-tog", feta per diversos lectors de manera independent.